# بن هدد الأول
بن هدد الأول (العبرية القديمة בנהדד بنهدد، الآرامية القديمة ברהדד بر هدد)، كان ملك آرام دمشق حوالي 890-870 قبل الميلاد ونجل طبريمون. وفقا للكتاب المقدس، شن حملة ضد مملكة إسرائيل بعد أن رشا آسا ملك يهوذا.
يعتبر احتلال بن هدد لعيون وابل بيت معكة وتدميره حرم دان بداية الغزو الآرامي لمملكة إسرائيل.
ربما يكون قد قد وضع نصبً تذكاريًا وجدت في حلب للإله ملقرت، لكنها بالكاد يمكن قراءتها بسبب الأضرار الشديدة.

## الحرب ضد بنو إسرائيل
خطط بنو إسرائيل لغزو واحتلال الجولان لوقف الهجمات العسكرية الآرامية التي كاتت تنفّذ من تلك المنطقة. ومع ذلك فقد دخلوا مع الأموريين في معركة من أجل السيطرة على جميع الأراضي الاستراتيجية في باشان.
بعد انتصارهم على الآموريين في باشان، غزا الإسرائيليون الآراميين. كان للملك بن هدد الأول مواجهة عنيفة بين مملكته آرام دمشق وقوات مملكة إسرائيل الغازية. لا توجود تقديرات موثوقة لخسائر الجانبين ولكن بعض المصادر قدرت عدد الضحايا الآراميين بحوالي 127 ألف جندي. شهد الصراع قيام الملك الإسرائيلي أحاب بسحق الآراميين واستيلائه على الجولان لاستكمال الفتوحات اللاحقة لمملكة إسرائيل.